# ابراهیم انطاکی
ابراهیم انطاکی حلبی همچنین شهرت‌گرفته به اُستا/د ابراهیم حمّامی (؟ -۱۵۲۰م) موسیقی‌دان و شاعر شامی بود. موشحات و ترانه‌هایی نگاشت. شعر خود را دیوانی بزرگ با نام برهان البرهان گردآورد که بیشتر آن اشعار عامیانه بود.